# Paul McPherson
Paul Lawrence McPherson (Chicago, 3 luglio 1978) è un ex cestista statunitense.

## Carriera
Dopo aver giocato a livello liceale per la South Shore High School di Chicago, Illinois è passato alla DePaul University.
Finita la carriera NCAA non è stato scelto dalla NBA.
Dopo aver tentato con scarso successo la carriera NBA nella sua prima stagione da professionista, ha girovagato per diverse squadre CBA, vincendo anche il titolo con gli Yakima Sun Kings. Dalla stagione 2004-05 ha giocato con discreto successo nel campionato italiano.